# Fabio Felline
Fabio Felline (Turijn, 29 maart 1990) is een Italiaans wielrenner.

## Carrière
In de Amstel Gold Race van 2016 kwam Felline tijdens de neutralisatie en dus nog voor de officiële start ten val. Hij sloeg met zijn fiets voorover en liep een drievoudige neusbreuk en diverse andere verwondingen aan het hoofd op. 
In 2017 moest Felline afstappen tijdens de Ronde van Frankrijk 2017 door een parasiet. Het ging om toxoplasmose, ook wel kattenziekte genoemd. In het daaropvolgende seizoen 2018 had Felline nog steeds last van toxoplasmose.

## Belangrijkste overwinningen
2006
 Italiaans kampioen tijdrijden, Nieuwelingen
2008
3e etappe Tre Giorni Orobica
Eindklassement Tre Giorni Orobica
2010
2e en 3e etappe Omloop van Lotharingen
Eindklassement Omloop van Lotharingen
2011
2e etappe deel A Brixia Tour
2012
Ronde van de Apennijnen
Memorial Marco Pantani
2013
1e etappe deel A Internationale Wielerweek
2e etappe Ronde van Slovenië
2015
2e etappe Internationaal Wegcriterium
Puntenklassement Internationaal Wegcriterium
2e etappe Ronde van het Baskenland
GP Fourmies
2016
 Puntenklassement Ronde van Spanje
2017
Trofeo Laigueglia
Proloog Ronde van Romandië
2020
Memorial Marco Pantani

## Resultaten in voornaamste wedstrijden
| Jaar | Ronde van Italië | Ronde van Frankrijk | Ronde van Spanje |
| ---- | ---------------- | ------------------- | ---------------- |
| 2010 |                  | opgave              |                  |
| 2011 |                  |                     |                  |
| 2012 | 50e              |                     |                  |
| 2013 | 43e              |                     |                  |
| 2014 | 96e              |                     | 105e             |
| 2015 | 32e              |                     |                  |
| 2016 |                  |                     | 25e              |
| 2017 |                  | opgave              |                  |
| 2018 |                  |                     | 61e              |
| 2019 |                  | 65e                 |                  |
| 2020 | 25e              |                     |                  |
| 2021 | opgave           |                     |                  |
| 2022 | 41e              | opgave              |                  |
| 2023 |                  |                     | 76e              |
| 2024 |                  |                     |                  |

| Jaar | Milaan-San Remo | Gent-Wevelgem | Ronde van Vlaanderen | Amstel Gold Race | Luik-Bast.‑Luik | Ronde van Lombardije | Clásica San Sebastián | Waalse Pijl | E3 Harelbeke |  | WK op de weg |  | Wereldranglijsten |
| ---- | --------------- | ------------- | -------------------- | ---------------- | --------------- | -------------------- | --------------------- | ----------- | ------------ |  | ------------ |  | ----------------- |
| 2010 |                 |               | opgave               | 32e              |                 |                      |                       |             | 10e          |  |              |  | 256e (UWK)        |
| 2011 | opgave          |               |                      |                  |                 | 22e                  | 65e                   |             |              |  |              |  |                   |
| 2012 |                 |               |                      |                  |                 | opgave               |                       |             |              |  |              |  |                   |
| 2013 | 55e             |               |                      |                  |                 | opgave               |                       |             |              |  |              |  |                   |
| 2014 | 20e             |               |                      | 30e              | 60e             |                      |                       | 145e        |              |  |              |  |                   |
| 2015 | 26e             |               |                      | 30e              | 55e             | 50e                  |                       | 30e         |              |  | 84e          |  | 62e (UWT)         |
| 2016 | 51e             |               |                      | opgave           |                 | opgave               | 79e                   |             |              |  |              |  | 48e (UWT)         |
| 2017 | 58e             | 50e           | 19e                  | 32e              | 16e             |                      |                       |             | 11e          |  |              |  | 54e (UWT)         |
| 2018 | 46e             |               |                      |                  |                 |                      |                       |             |              |  |              |  | 154e (UWT)        |
| 2019 |                 |               |                      | opgave           | opgave          |                      |                       | opgave      |              |  |              |  |                   |
| 2020 |                 |               |                      |                  |                 |                      |                       |             |              |  |              |  |                   |
| 2021 | 46e             |               |                      |                  |                 | opgave               |                       |             |              |  |              |  |                   |
| 2022 | 47e             | opgave        |                      |                  | opgave          |                      |                       |             | 45e          |  |              |  |                   |
| 2023 |                 |               |                      |                  |                 | 112e                 | 56e                   |             |              |  |              |  |                   |
| 2024 |                 |               |                      | opgave           |                 |                      |                       |             |              |  |              |  |                   |

## Ploegen
- 2010 –  Footon-Servetto
- 2011 –  Geox-TMC
- 2012 –  Androni Giocattoli-Venezuela
- 2013 –  Androni Giocattoli-Venezuela
- 2014 –  Trek Factory Racing
- 2015 –  Trek Factory Racing
- 2016 –  Trek-Segafredo
- 2017 –  Trek-Segafredo
- 2018 –  Trek-Segafredo
- 2019 –  Trek-Segafredo
- 2020 –  Astana Pro Team
- 2021 –  Astana-Premier Tech
- 2022 –  Astana Qazaqstan
- 2023 –  Astana Qazaqstan
- 2024 –  Lidl-Trek
- 2025 –  MBH Bank Ballan CSB vanaf 14 juni

Benítez · 
Brändle · 
Capecchi · 
Capelli · 
Cardoso · 
Celis · 
Cheula · 
Corti · 
Díaz  · 
Durán · 
Eibegger · 
Faiers · 
Felline · 
Gianetti · 
Gutiérrez Gutiérrez · 
Gutiérrez Palacios · 
Margaliot · 
Mata · 
Mayoz · 
Merino · 
Merlo · 
Pedersen · 
Pérez · 
Valls · 
Vitoria · 
Walker
Alberio · 
Ardila · 
Blanco ·
Brändle · 
Cheula · 
Cobo ·
Colli · 
Corti · 
de la Fuente · 
Duarte · 
Durán · 
Felline ·
Florencio ·  
Gianetti · 
Gutiérrez Gutiérrez · 
Kozontsjoek · 
Kump · 
Mensjov · 
Pelucchi · 
Ratto · 
Sastre · 
Valls · 
Wyss
Alafaci · Arredondo · Beppu · Busche · Cancellara · Devolder · Didier · Felline · Hondo · Irizar · Jungels · Kišerlovski · Nizzolo · Popovytsj · B. van Poppel · D. van Poppel · Rast · Roulston · A. Schleck · F. Schleck · Sergent · Silvestre · Stuyven · Vandewalle · Voigt · Watson · Zoidl · Zubeldia · Chevrier (stagiair) · Eastman (stagiair) · Kirsch (stagiair)
Alafaci · Arredondo · Beppu · Busche · Cancellara · Coledan · Devolder · Didier · Felline · Irizar · Jungels · McConnell · Mollema · Nizzolo · Popovytsj · B.van Poppel · D.van Poppel · Rast · Roulston · Schleck · Sergent · Silvestre · Steegmans · Stuyven · Vandewalle · Watson · Zoidl · Zubeldia · Basso (stagiair) · Bernard (stagiair) · Rekita (stagiair)
Alafaci · Arredondo · Beppu · Bernard · Bobridge · Bonifazio · Cancellara   · Coledan · Devolder · Didier · Felline · Hesjedal · Irizar · Mollema · Nizzolo · Popovytsj · van Poppel · Rast · Reijnen · Schleck · Stetina · Stuyven · Theuns · Zoidl · Zubeldia · Allegaert (stagiair) · Mosca (stagiair)
Alafaci · Beppu · Bernard · Brändle · Cardoso · Coledan · Contador · Daniel · Degenkolb · Didier · Felline · Gogl · Guerreiro · Hernández · Irizar · de Kort · Mollema · Nizzolo · Pantano · Pedersen · van Poppel · Rast · Reijnen · Stetina · Stuyven · Theuns · Zubeldia · Conci (stagiair) · Moschetti (stagiair) · Toovey (stagiair)
Alafaci · Beppu · Bernard · Brambilla · Brändle · Conci · Daniel · Degenkolb · Didier · Eg · Felline · Frame · Gogl · Grmay · Guerreiro · Irizar · de Kort · Mollema · Mullen · Nizzolo · Pantano · Pedersen · van Poppel · Rast · Reijnen · Skujiņš · Stetina · Stuyven
Beppu · Bernard · Brambilla · Ciccone · Clarke · Conci · Degenkolb · Eg · Felline · Frame · Gogl · Irizar (actief t/m 3 augustus) · Kirsch · de Kort · Mollema · Mosca (vanaf 1 augustus) · Moschetti · Mullen · Pantano · Pedersen  · Porte · Reijnen · Skujiņš · Stetina · Stuyven · Theuns · Debeaumarché (stagiair) · López (stagiair) · Quarterman (stagiair)
Aranburu · Bïjigitov · Boaro · Bohórquez · Contreras · De Vreese · Felline · Fominykh · Fraile · Fuglsang · Gïdïç · Gregaard · Groezdev · Houle · G. Izagirre · J. Izagirre · Kudus · Loetsenko · López · Martinelli · Natarov · Pronskïÿ · Rodríguez · Sánchez · Stalnov · Tejada · Vlasov · Zacharov
Aranburu · Battistella · Boaro · Broesenski · Contreras · de Bod · Fjodorov · Felline · Fraile · Fuglsang · Gïdïç · Gregaard · Groezdev · Houle · G. Izagirre · J. Izagirre · Kudus · Loetsenko · Martinelli · Natarov · Perry · Piccolo tot 31 mei · Pronskïÿ · Rodríguez · Romo · Sánchez · Sobrero · Stalnov · Tejada · Vlasov · Zacharov
Basso · Battistella · Boaro · Broesenski · Conti · de Bod · de la Cruz · Dombrowski · Fjodorov · Felline · Gazzoli (tot 10/8) · Gïdïç · Groezdev · Henao (tot 31/07) · López · Loetsenko · Martinelli · Moscon · Natarov · A. Nibali · V. Nibali · Nurlykhassym · Pronskïÿ · Raboesjenka · Romo · Scaroni (vanaf 28/07) · Tejada · Velasco · Zacharov · Zejts · Chzhan (stagiair) · Syritsa (stagiair)
Basso · Battistella · Boaro · Bol · Broesenski · Cavendish · Chzhan · de la Cruz · Dombrowski · Fjodorov · Felline · Garofoli · Gïdïç · Groezdev · Laas · Loetsenko · Martinelli · Moscon · Natarov · Nibali · Nurlykhassym · Pronskïÿ · Raboesjenka · Romo · Sánchez · Scaroni · Syritsa · Tejada · Velasco · Zejts
Bagioli · Bernard · Cataldo · Ciccone · Consonni · Declercq · Felline · Geoghegan Hart · Ghebreigzabhier · Gibbons · Hoole · Kirsch · Konrad · López · Milan · Mollema · Mosca · Nys · Oomen · Pedersen · Simmons · Skjelmose · Skujiņš · Stuyven · Tesfatsion · Theuns · Vacek · Vergaerde · Verona · Ronhaar (stagiair)